# الاتحاد الدولي للرغبي
الاتحاد الدولي للرجبي (بالإنجليزية: World Rugby)‏، هي منظمة رياضية دولية تعنى بالاهتمام لرياضة الرجبي بخلاف رياضة كرة القدم الشهيرة، أسست عام 1886م، وتقع مقرها في العاصمة الإيرلندية دبلن.

## خلفيّة
يُعتبر الاتحاد الدولي للرجبي الهيئة الحاكمة العالمية لرياضة اتحاد الرجبي. تنظم بطولة العالم للرجبي "كأس العالم للرجبي" كل أربع سنوات، وهي المنافسة الرياضية الأكثر شهرة والأكثر ربحية. كما تنظم عددًا من مسابقات الرجبي الدولية الأخرى، مثل سلسلة سباعيات الرغبي العالمية (بالإنجليزية: World Rugby Sevens)‏، وكأس العالم للرجبي، وبطولة العالم لأقل من 20 سنة، وكأس المحيط الهادئ للأمم. يقع المقر الرئيسي لعالم الرجبي في دبلن، أيرلندا. تضم عضويتها الآن 120 اتحادًا وطنيًا. يجب أن يكون كل بلد عضو أيضًا عضوًا في إحدى الاتحادات الإقليمية الست التي ينقسم إليها العالم: إفريقيا، والأمريكتان الشمالية، وآسيا، وأوروبا، وأمريكا الجنوبية، وأوقيانوسيا.
تم تأسيس الاتحاد الدولي للرجبي باسم مجلس كرة القدم الرجبي الدولي (IRFB) في عام 1886 من قبل اسكتلندا، ويلز، أيرلندا، إنجلترا في عام 1890.  أستراليا ونيوزيلندا وجنوب أفريقيا أعضاء كاملين في عام 1949.  أصبحت فرنسا عضو في عام 1978 وانضم ثمانون عضوًا آخر من عام 1987 إلى عام 1999.  تمت إعادة تسمية الجسم إلى مجلس الرجبي الدولي (IRB) في عام 1998، واتخذ اسمه الحالي للرجبي العالمي في نوفمبر 2014.
في عام 2009، صوتت اللجنة الأولمبية الدولية (IOC) لإدراج سباعي الرجبي في دورة الألعاب الأولمبية الصيفية لعام 2016. حصل الرجبي العالمي على عضوية اتحاد الاتحادات الصيفية الأولمبية الدولية (ASOIF) في عام 2010.

## التاريخ

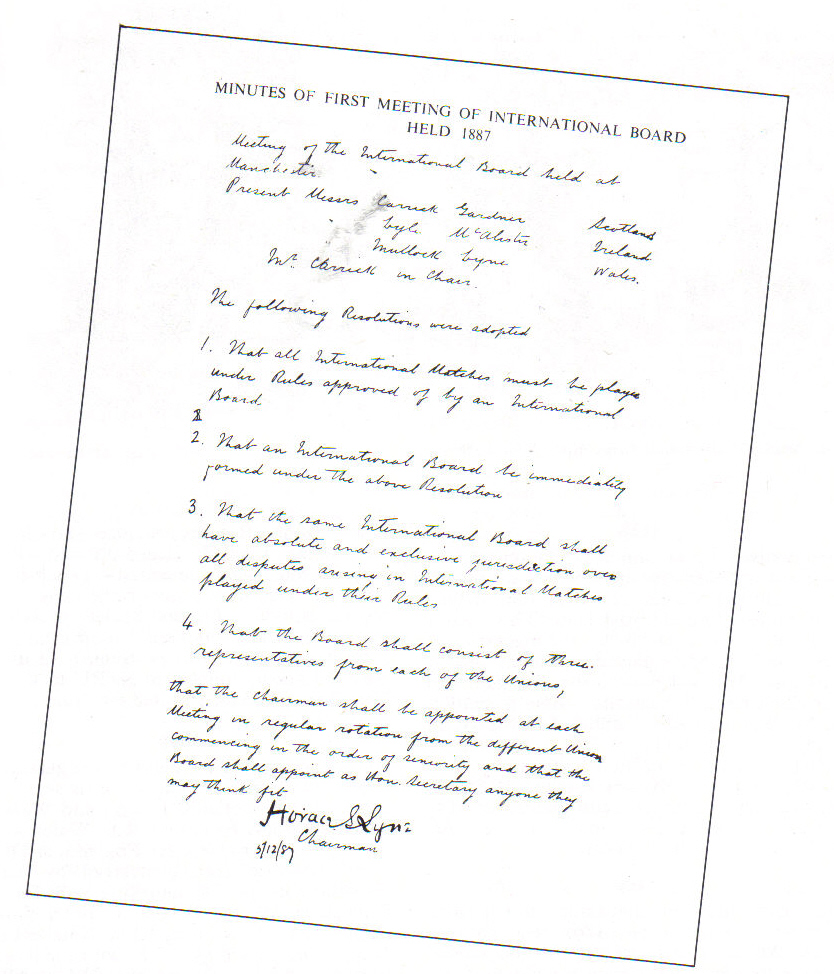
محضر الاجتماع الرسمي الأول لـ الاتحاد الدولي لكرة الرجبي، من اجتماع حضره ليلي وماك أليسار من أيرلندا، وكاريك جاردنر من اسكتلندا، ومولوك ليني من ويلز

حتى عام 1885، كانت قوانين كرة الرجبي قد وضعت من قبل إنجلترا باعتبارها الدولة المؤسسة. ومع ذلك، بعد محاولة متنازع عليها في مباراة دولية بين اسكتلندا وإنجلترا في عام 1884، تم تبادل الرسائل التي زعمت فيها إنجلترا أنها وضعت القوانين، ويجب أن تظل المحاولة قائمة. رفضت اسكتلندا أن تلعب مع إنجلترا في بطولة أمم الوطن عام 1885. في أعقاب النزاع، قررت نقابات الوطن في اسكتلندا وأيرلندا وويلز تشكيل اتحاد دولي يوافق عضويته على القواعد المعيارية لكرة الرجبي. اجتمعت الدول الثلاث في دبلن عام 1886، على الرغم من عدم الاتفاق على لوائح رسمية. في 5 ديسمبر 1887، اجتمع أعضاء لجنة الاتحاد الأيرلندي للرجبي لكرة القدم والاتحاد الإسكتلندي للرجبي (المسمى الاتحاد الإسكتلندي لكرة القدم في ذلك الوقت) والاتحاد الويلزي للرجبي في مانشستر وكتبوا المبادئ الأربعة الأولى لمجلس الرجبي الدولي لكرة القدم. رفضت إنجلترا المشاركة في تأسيس الاتحاد الدولي لكرة الرجبي (IRFB)، مشيرة إلى أنه يجب أن يكون لديهم تمثيل أكبر، حيث أن لديهم المزيد من الأندية. كما رفض اتحاد إنجلترا قبول الاتحاد الدولي لكرة الرجبي (IRFB) بصفته المشرع المعترف به للعبة. أدى ذلك إلى اتخاذ الاتحاد الدولي لكرة الرجبي (IRFB) موقف الدول الأعضاء التي لم تلعب مع إنجلترا حتى انضمامها، ولم يتم لعب أي مباراة ضد إنجلترا في عامي 1888 و1889. في عام 1890 انضمت إنجلترا إلى الاتحاد الدولي لكرة الرجبي، وحصلت على ستة مقاعد بينما كان لكل من النقابات الأخرى مقعدين. في نفس العام، كتب الاتحاد الدولي لكرة الرجبي (IRFB) القوانين الدولية الأولى لاتحاد الرجبي.
في عام 1893، واجه الاتحاد الدولي لكرة الرجبي (IRFB) الانقسام بين الهواة والاحتراف، والذي أطلق عليه اسم «الانشقاق الكبير». بعد إدخال رجال الطبقة العاملة إلى اللعبة في شمال إنجلترا، بدأت الأندية في دفع مدفوعات «الوقت الضائع» للاعبين، بسبب خسارة الأرباح من اللعب يوم السبت. اشتكى اتحاد مقاطعة كمبرلاند أيضًا من استخدام نادي آخر للحوافز المالية لجذب اللاعبين، مما أدى إلى قيام الاتحاد الدولي لكرة الرجبي (IRFB) بإجراء تحقيق. تم تحذير الاتحاد الدولي لكرة الرجبي من قبل جميع الأندية الرئيسية في لانكشاير ويوركشاير من أن أي عقوبة ستؤدي إلى انفصال الأندية عن الاتحاد. أدى الجدل حول مدفوعات الوقت المكسور في النهاية إلى قيام الأندية الـ 22 الرائدة في يوركشاير ولانكشاير بتشكيل اتحاد الرجبي الشمالي لكرة القدم. اختلفت قوانين اللعبة النقابية المتنافسة على الفور تقريبًا. أصبح رمز الجسم الشمالي يُعرف في النهاية باسم كرة القدم الرجبي.
تم تخفيض مقاعد إنجلترا في الاتحاد الدولي لكرة الرجبي من ستة إلى أربعة في عام 1911. انضم اتحاد الرجبي الأسترالي واتحاد كرة القدم النيوزيلندي والرجبي بجنوب إفريقيا إلى مجلس الإدارة بمقعد واحد لكل منهما في عام 1948، حيث تم تقليص مقاعد إنجلترا إلى مقعدين، تمامًا مثل الدول الأخرى. مُنحت اتحادات نصف الكرة الجنوبي الثلاثة مقعدًا ثانيًا لكل منها في عام 1958. تم قبول اتحاد الرجبي الفرنسي في عام 1978، وتم قبول اتحاد الرجبي الأمريكي في عام 1987، وتم قبول اتحاد الرجبي الأرجنتيني، واتحاد الرجبي الكندي، واتحاد الرجبي الإيطالي، واتحاد الرجبي الياباني في عام 1991. في عام 2016، تمت إضافة اتحاد جورجيا للرجبي والاتحاد الروماني للرجبي والولايات المتحدة الأمريكية إلى مجلس التصويت بصوت واحد لكل منهم. بالإضافة إلى ذلك، تم منح أعضاء المجلس الحاليين الأرجنتين وكندا وإيطاليا ممثلًا ثانيًا والتصويت. كما حصلت الاتحادات الإقليمية الست الممثلة في المجلس على تصويت إضافي.

### كأس العالم للرجبي
في ستينيات القرن الماضي، اقترح الأستراليان هارولد تولهورست وجوك كيلاهر إقامة بطولة العالم للرجبي في أستراليا لكن الاتحاد الدولي لكرة الرجبي (IRFB) رفض ذلك. في عامي 1983 و1984 على التوالي، اقترح كل من اتحادا أستراليا ونيوزيلندا لكرة القدم استضافة مثل هذه البطولة. في العام التالي، التزم مجلس الإدارة بإجراء دراسة جدوى. وبعد مرور عام، عُقد اجتماع آخر في باريس، وصوت الاتحاد فيما بعد على الفكرة. تصويت مجلس الرجبي الجنوب أفريقي الذي أثبت أنه حاسم في إجراء تصويت مقيد، حيث صوتوا لصالحه، على الرغم من أنهم كانوا يعلمون أنهم سيستبعدون بسبب المقاطعة الرياضية بسبب سياسات الفصل العنصري. ثم تغيرت الأصوات الإنجليزية والويلزية، وفاز التصويت 10 مقابل 6.

## النقابات الأعضاء

الأعضاء والنقابات المنتسبة
الأعضاء ضمن الاتحاد

للحصول على العضوية يجبُ توفّر أربع شروط:
1. يجب أن يتقدم الاتحاد بطلب ليصبح عضوا منتسبا في اتحاده الإقليمي
2. بعد استيفاء جميع معايير العضوية، بما في ذلك سنة واحدة كعضو منتسب، يتم قبول الاتحاد في الاتحاد الإقليمي كعضو كامل العضوية
3. بعد الانتهاء من المرحلتين 1 و2، وسنتين كعضو كامل العضوية في اتحاد إقليمي، قد يتقدم الاتحاد بعد ذلك ليصبح عضوًا منتسبًا في. كعضو منتسب، يمكن للاتحاد المشاركة في البطولات الممولة من ولكن ليس في كأس العالم للرجبي
4. بعد عامين من العضوية المنتسبة في، قد يتقدم الاتحاد بعد ذلك ليصبح عضوًا كاملاً

النقابات الإقليمية
ست اتحادات إقليمية، تمثل كل قارة، منتسبة إلى وتساعد في تطوير لعبة الركبي ذات الخمسة عشر لاعبًا بالإضافة إلى سباعي الرجبي في جميع أنحاء العالم. ليس كل أعضاء الاتحادات الإقليمية أعضاء في. فيما يلي قائمة باتحادات الأعضاء والمنتسبين واتحاداتهم الإقليمية مع العام الذي انضموا فيه إلى. النقابات المنتسبة بخط مائل.

### أفريقيا
هناك 21 عضوًا في و4 من الشركاء: (2017) 
- DZA (2021)
- BWA (1994)
- BFA (2020)
- BDI (2021)
- CMR (1999)
- SWZ (1998)
- GHA (2017) [Africa 1]
- CIV (1988)
- KEN (1990)
- MDG (1998)
- MLI (2004*)
- MUS (2009)
- MAR (1998)
- NAM (1990)
- NGA (2001)
- RWA (2015)
- SEN (1999)
- RSA (1949)
- TZA (2004*)
- TGO (2004*)
- TUN (1988)
- UGA (1997)
- ZMB (1995)
- ZWE (1987)

النقابات المعلقة:
- موريتانيا[Africa 2]

ملحوظات:
 * التاريخ يُشير إلى تاريخ العضوية المنتسبة.

### آسيا
هناك 19 عضوًا في، و8 من الشركاء:
- BRN (2013*)
- CHN (1997)
- TPE (1998)
- GUM (1998)
- HKG (1988)
- IND (1999)
- IDN (2013)
- IRN (2010)
- JPN (1987)
- JOR (2020*)
- KAZ (1997)
- KOR (1988)
- KGZ (2004*)
- LAO (2004)
- LBN (2018*)
- MYS (1988)
- MNG (2004*)
- NEP (2020*)
- PAK (2008)
- PHL (2008)
- QAT (2020*)
- SGP (1989)
- LKA (1988)
- THA (1989)
- UAE (2012)[Asia 2]
- UZB (2014)

النقابات المعلقة:
- كمبوديا[22]

ملحوظات:
 * التاريخ يُشير إلى تاريخ العضوية المنتسبة.

### أوروبا
هناك 38 عضوًا في و4 من الشركاء:
النقابات المعلقة:

### شمال أمريكا
هناك 11 عضوًا، و2 من الأعضاء:
ملحوظات:
 * التاريخ يُشير إلى تاريخ العضوية المنتسبة.

### جنوب أمريكا
هناك 9 أعضاء في، وشريكان في:

### أوقيانوسيا
يوجد 12 عضوًا في:

## ارقام المشاركة
أكبر أعضاء، مرتبة حسب عدد المشاركين في 2019، هم: 

## الحكم

### مجلس
يجتمع مجلس الرجبي العالمي مرتين في العام ويدير ويتحكم في شؤون لعبة الرجبي العالمية. يقوم المجلس بصياغة والإشراف على تنفيذ الخطة الإستراتيجية للرجبي العالمي وتطبيق قرارات السياسة، ويختار الدولة (الدول) المضيفة لكأس العالم للرجبي. ينظر المجلس في توصيات الجمعية العامة. يجوز للمجلس قبول أو طرد الدول الأعضاء. المجلس هو أيضا السلطة التشريعية العليا للرجبي العالمية. تتطلب معظم قرارات المجلس الموافقة بالأغلبية البسيطة، لكن تعديل اللوائح أو اللوائح أو قوانين اللعبة للرجبي يتطلب موافقة ثلاثة أرباع المجلس.
قبل عام 2016، كان المجلس يضم 28 عضوًا مصوتًا من 12 اتحادًا وطنيًا. في نوفمبر 2015، أعلنت أنها ستضيف المزيد من النقابات إلى مجلس التصويت ومنح الاتحادات الإقليمية الست صوتين لكل منها في المجلس.
- (30) عشر اتحادات مع ثلاثة أصوات لكل منها: الأرجنتين أستراليا إنجلترا فرنسا أيرلندا إيطاليا نيوزيلندا اسكتلندا جنوب أفريقيا ويلز.
- (2) اتحاد واحد بصوتين: اليابان.
- (7) سبع نقابات بصوت واحد لكل منها: كندا جورجيا فيجي ساموا رومانيا الولايات المتحدة أوروغواي.
- (12) الاتحادات الإقليمية الست التي تمثل إفريقيا وآسيا وأوروبا وأمريكا الشمالية وأمريكا الجنوبية وأوقيانوسيا بصوتين لكل منها.

في المجموع، حصلت أوروبا على 22 صوتًا؛ أوقيانوسيا 10 أصوات؛ أمريكا الجنوبية 6 أصوات؛ أفريقيا 5 أصوات؛ أمريكا الشمالية 4 أصوات وآسيا 4 أصوات. يتم انتخاب رئيس ونائب رئيس من بين أعضاء المجلس. يشغل هذه المناصب كل من بيل بومون من إنجلترا وبرنارد لابورت من فرنسا، على التوالي، تم انتخابهما اعتبارًا من أبريل 2020 .

### اللجنة التنفيذية
تضمن اللجنة التنفيذية، وفقًا للقوانين الداخلية 9.14-9.16، الإدارة والتشغيل الفعالين لبطولة الرجبي العالمية. تقوم اللجنة بصياغة ومراقبة تنفيذ الخطة الإستراتيجية للرجبي العالمية وخطة العمل والخطة التشغيلية والميزانية. في عام 2016، كجزء من إصلاحات المجلس العالمي للرجبي، تمت زيادة عدد أعضاء اللجنة التنفيذية إلى 12 عضوًا. الرئيس، نائب الرئيس، تسعة مسؤولين منتخبين، من بينهم عضوان مستقلان، والرئيس التنفيذي أعضاء في اللجنة التنفيذية للرجبي العالمية.

### الجمعية العامة
تنعقد جمعية عامة بكامل العضوية كل سنتين. يجوز للجمعية العامة تقديم توصيات إلى المجلس، وقد تنظر في الأعمال التي أحالها إليها المجلس، ولكن الجمعية العامة ليس لديها سلطات تشريعية.

### القيادة
يتم انتخاب رئيس ونائب رئيس الرابطة العالمية للرجبي من قبل المجلس. الرئيس الحالي هو بيل بومونت، الرئيس السابق لاتحاد الرجبي لكرة القدم (RFU). تم انتخابه رئيسًا اعتبارًا من 1 يوليو 2016 بعد تصويت المجلس التنفيذي في 11 مايو 2016. من بين الرؤساء السابقين برنارد لاباسيت (2008 إلى 2016)، سيد ميلار (2002 إلى 2007) وفيرنون بوغ، كيو سي (1994 إلى 2002).
في يوليو 2012، تم تعيين بريت جوسبر في منصب الرئيس التنفيذي الجديد لما كان يعرف آنذاك بمجلس المراجعة الداخلية. وسيترك هذا المنصب في نهاية عام 2020 ليصبح رئيس عمليات الدوري الوطني لكرة القدم في أوروبا والمملكة المتحدة.

## التمويل
في عام 2013، أصدرت عالم الرجبي 18.6 مليون جنيه إسترليني على مدى ثلاث سنوات لتطوير لعبة الركبي في كندا والولايات المتحدة واليابان ورومانيا وفيجي وساموا وتونغا. كما تلقت الأرجنتين دعما إضافيا لتمكينها من الاحتفاظ بوضعها من الدرجة الأولى. تم إصدار الأموال، التي تم تجميعها من بطولات كأس العالم الناجحة، بعد تقرير تم إعداده بتكليف من عالم الرجبي يسلط الضوء على التفاوت المتزايد بين الدول من المستوى الأول والمستوى الثاني. هذا بالإضافة إلى 10-12 مليون جنيه إسترليني وعادة ما تقدم المنح وتكاليف البطولة. ينصب التركيز على ثلاثة مجالات للبنية التحتية والوحدات عالية الأداء والمسابقات عبر الحدود. في أبريل 2006، تم تحديد دول الركبي من المستوى 3، جورجيا والبرتغال وتونس وروسيا كدول استثمارية رئيسية على مدى السنوات الثلاث المقبلة. تم تصميم البرنامج لزيادة القدرة التنافسية لاتحاد الرجبي الدولي.

## البطولات

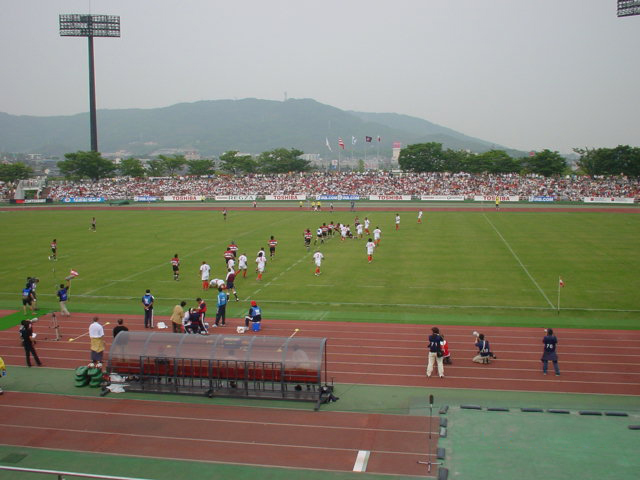
اليابان تلعب دور تونجا في دول المحيط الهادئ الخمس، 2006.

### كأس العالم للرجبي
تنظم بطولة العالم للرجبي "كأس العالم للرجبي"، التي تقام كل أربع سنوات منذ عام 1987، وهي المنافسة الرياضية الأكثر شهرة والأكثر ربحية. الرغم من ربحية كأس العالم للرجبي، فإن غالبية إيراداتها ومشاهديها يأتون من عدد صغير من البلدان. بالنسبة لنهائي كأس العالم للرجبي 2007، جاء 87٪ من المشاهدين من الدول الخمس (إنجلترا، فرنسا، ويلز، أيرلندا، اسكتلندا)، 15٪ جاءوا من ثلاث دول (جنوب إفريقيا، أستراليا، ونيوزيلندا)، فقط 2٪ من المشاهدين يأتون من جميع البلدان الأخرى.
أقيمت أحدث بطولة لكأس العالم للرجبي في اليابان عام 2019. فازت جنوب أفريقيا على إنجلترا 32-12 في المباراة النهائية، وحصلت على لقبها الثالث. ينظم العالم للرجبي أيضًا كأس العالم للرجبي للسيدات، والذي يقام أيضًا كل أربع سنوات. تم عقدها لأول مرة من قبل IRB في عام 1998، على الرغم من أن البطولات في 1991 و 1994 تم الاعتراف بها بأثر رجعي في عام 2009. تتنافس في كأس العالم للسيدات فرق أقل من كأس الرجال، حيث تضم نسختا 1998 و 2002 فقط أكثر من 12 فريقًا (كان لكل منهما 16 فريقًا، مقارنة بالفرق العشرين في كأس العالم للرجبي للرجال). أقيمت آخر بطولة لكأس العالم للرجبي للسيدات في أيرلندا، حيث أقيمت المباريات في كل من جمهورية أيرلندا وأيرلندا الشمالية، في عام 2017. تم تقديم دورة الأربع سنوات إلى الأمام لمدة عام لتخفيف الازدحام في التقويم الدولي للرياضة. وفازت نيوزيلندا بالبطولة، التي هزمت إنجلترا 41-32 في النهائي. في 21 أغسطس 2019، أعلن عالم الرجبي أن جميع نهائيات كأس العالم للرجال والسيدات في المستقبل ستُعرف رسميًا باسم «كأس العالم للرجبي»، بدون تحديد جنس أو جنس. ستكون البطولة الأولى التي ستتأثر بهذه السياسة هي بطولة كأس العالم للسيدات 2021 في نيوزيلندا.

### مسابقات الكبار
تنظم لعبة عالم الرجبي ثلاث بطولات دولية - اثنتان من سلسلة سيفنز السنوية (واحدة للرجال وواحدة للسيدات)، وكأس العالم للرجبي للسباعيات كل أربع سنوات. تقام سلسلة سيفنز السنوية للرجال التي تمتد لموسم كامل على مدى 10 أرجل، تقام كل منها في بلد مختلف. تقام سلسلة سيفنز للسيدات على خمسة أو ستة أرجل. تتبع كلتا البطولتين نفس المبدأ - يتم منح النقاط بناءً على موقع الفريق في كل جولة من السلسلة، ويتوج الفريق الذي حصل على أكبر عدد من النقاط في نهاية السلسلة بطلاً. بعد إدراج سباعات الرجبي في الأولمبياد، بدءًا من سلسلة 2014-2015، تشكل السلسلة التي تسبق الحدث الأولمبي (أي السلسلة التي تنتهي في العام الذي يسبق إقامة الأولمبياد) المرحلة الأولى من التأهيل الأولمبي. عندما يتم تضمين التصفيات الأولمبية، ستتأهل الفرق الأربعة الأولى من كل من سلسلة الرجال والسيدات إلى الألعاب الأولمبية، وستتنافس الفرق المتبقية في المسابقات الإقليمية على أحد الأماكن المتبقية.
تشمل بطولة كأس العالم للرجبي التي تُقام كل أربع سنوات بطولات كأس العالم للرجال والسيدات. كان من المقرر في الأصل إيقافها بعد إدراج سباعات الرجبي في البرنامج الأولمبي. ومع ذلك، فقد تقرر لاحقًا الاحتفاظ بالبطولة، حيث تضمنت عددًا أكبر بكثير من الفرق مقارنة بالأولمبياد، وتحريك البطولة لإنشاء تقويم أكثر من السبعات (مع تناوب الأحداث السبعة الكبرى كل عامين). نتيجة لذلك، كانت آخر بطولة هي كأس العالم للرجبي 2018 في سان فرانسيسكو بالولايات المتحدة الأمريكية. وفازت نيوزيلندا في منافسات الرجال والسيدات في هذا الحدث.

### مسابقات تنموية
ينظم عالم الرجبي مسابقات دولية سنوية تشارك فيها دول المستوى 2.
- كأس أمم المحيط الهادئ، والتي تقام سنويًا منذ عام 2006. تتنافس المنتخبات الوطنية فيجي وساموا وتونجا حاليًا على الكأس. في أوقات مختلفة في الماضي، شاركت أيضًا المنتخبات الوطنية لليابان وجورجيا وكندا والولايات المتحدة، بالإضافة إلى ممثلين من الدرجة الثانية من أستراليا ونيوزيلندا.
- باسيفيك تشالنج، وهي مسابقة تشارك فيها المنتخبات الوطنية «أ» من فيجي وساموا وتونجا (ومؤخراً جونيور اليابان وكندا أ والأرجنتيني بامباس الخامس عشر).
- بطولة الأمريكتين للرجبي، التي يشمل تجسيدها الحالي فريق الأرجنتين «أ»، المسمى حاليًا الأرجنتين XV، والفرق الوطنية الكاملة للبرازيل وكندا وتشيلي وأوروغواي والولايات المتحدة الأمريكية.

### مسابقات الصغار
ينظم عالم الرجبي مسابقتين للمنتخبات الوطنية الأقل من 20 عامًا، بطولة عالم الرجبي لأقلّ من 20 وعالم الرجبي لأقلّ من 20. تم إنشاء هذه المسابقات بعد اندماج فرق تمثيلية لأقل من 19 عامًا وتحت 21 عامًا، في فئة عمرية أقل من 20 عامًا

## بطولة العالم للرجبي

### حاملي اللقب
| المسابقة                          | أبطال العالم     | العام   |
| --------------------------------- | ---------------- | ------- |
| كأس العالم للرجبي                 | جنوب إفريقيا     | 2019    |
| كأس العالم للرجبي (سيدات)         | نيوزيلندا        | 2017    |
| سلسلة سباعيات الرجبي العالمية     | جنوب إفريقيا     | 2021    |
| سلسلة بطولة العالم للرجبي للسيدات | نيوزيلندا        | 2019-20 |
| كأس العالم للرجبي السبعات         | نيوزيلندا (رجال) | 2018    |
| كأس العالم للرجبي السبعات         | نيوزيلندا (نساء) |         |
| بطولة العالم للرجبي تحت 20 سنة    | فرنسا            | 2019    |
| كأس العالم للرجبي تحت 20 سنة      | اليابان          | 2019    |

## دورة الالعاب الاولمبية
تمت ممارسة رياضة اتحاد الرجبي في الألعاب الأولمبية الصيفية في أربع مناسبات، كان آخرها في عام 1924. الفائز، وبالتالي حامل اللقب، كان الفريق الأمريكي. ظهر اتحاد الرجبي مرة أخرى كحدث توضيحي ولكن تمت إزالته بعد ذلك من الألعاب. كانت لعبة عالم الرجبي مؤخرًا حريصة جدًا على رؤيتها تعود إلى الألعاب وهي مصرة على أن الرياضة (التي تشير على وجه التحديد إلى لعبة الرجبي السبعات) تفي بكل احترام للمعايير المنصوص عليها في الميثاق الأولمبي.
تكمن المشكلة الرئيسية لإعادة تقديم اللعبة المكونة من 15 لاعبًا في الأولمبياد في فترة التحول التي تستغرق 7 أيام والتي تتطلبها لوائح الرجبي العالمية للاعبين للراحة بين المباريات. نظرًا لأن الألعاب الأولمبية تعمل رسميًا فقط لمدة 16 يومًا، مع السماح بتوسعات طفيفة فقط لاستيعاب الرياضات مثل كرة القدم، فإن هذا يجعل من المستحيل إجراء دورة 15 ثانية ضمن الجدول الأولمبي الحالي. لا ينطبق هذا القيد على السبعات، حيث تستمر المباريات 14 دقيقة فقط (20 في نهائيات البطولة) بدلاً من 80 دقيقة في لعبة 15 ثانية. يتم إجراء جميع الأحداث في سلسلة سيفنز الحالية للرجال والسيدات، والتي تضم ما لا يقل عن 16 فريقًا وطنيًا للرجال و 12 فريقًا للسيدات، في غضون عطلة نهاية أسبوع واحدة. ولكن لتعزيز قضية الرجبي العالمية، أصبحت المنظمة اتحادًا دوليًا معترفًا به من اللجنة الأولمبية الدولية في عام 1995، تميز بتوقيع احتفالي من قبل الرئيس خوان أنطونيو سامارانش قبل مباراة بين ويلز وجنوب إفريقيا في كارديف.
يستشهد فريق الرجبي العالمي بالمشاركة العالمية لاتحاد الرجبي، حيث يلعب الرجال اللعبة في أكثر من 100 دولة والنساء يلعبن في أكثر من 50 دولة أيضًا ؛ امتثال المنظمة للقانون العالمي لمكافحة المنشطات؛ وأن بطولة السبعات للرجبي يمكن (وعمومًا يتم استيعابها) في ملعب واحد وغير مكلفة نسبيًا للعب. لم تنجح لعبة السبعات في سياق بطولة العالم للسباعيات وكأس العالم للسباعيات فحسب، بل تم لعبها أيضًا بنجاح كبير في ألعاب الكومنولث؛ حددت بطولة السبعة في ألعاب 2006 في ملبورن سجلات الحضور طوال الوقت لبطولة السبعة. نتيجة لذلك، تقدمت لعبة عالم الرجبي بطلب إلى اللجنة الأولمبية الدولية لبطولة سيفنز لتشكيل جزء من الأولمبياد. بعد ذلك، تم قبول سيفنز في الألعاب الأولمبية الصيفية ولعبت لأول مرة في عام 2016 في ريو دي جانيرو والتي فازت بها فيجي في مسابقة الرجال (هزيمة بريطانيا العظمى) وأستراليا في مسابقة السيدات (هزيمة نيوزيلندا). في نسخة أولمبياد طوكيو 2020، فاز فريق فيجي 7 سيدات وفريق سيدات نيوزيلندا 7 س بالميداليات الذهبية في كل منهما.

## القوانين والأنظمة
يتم التحكم في قوانين اتحاد الرجبي من قبل لجنة القوانين الدائمة، التي أنشأها المجلس العالمي للرجبي. الرئيس الحالي للجنة هو بيل بومونت. تتم صياغة قوانين اللعبة من قبل منظمة الرجبي العالمية، ثم يتم تعميمها من قبل الاتحادات الوطنية. القوانين الرسمية للعبة مكتوبة باللغات الإنجليزية والفرنسية والروسية والإسبانية. هناك اختلافات للرجبي تحت 19 عامًا والسباعيات. هناك 21 لائحة في المجموع، وتتراوح هذه اللوائح بين التعاريف والأهلية والإعلان والتأديب ومكافحة المنشطات وعدد من المجالات الأخرى. توافق عالم الرجبي أيضًا على المعدات التي يتم اختبارها في دار اختبار معتمدة.

### اختلافات القانون التجريبية
في عام 2006، بدأ مجلس الهجرة واللاجئين مقترحات لتعديلات على القوانين، والتي تمت صياغتها وتجربتها في البداية في جامعة ستيلينبوش في جنوب إفريقيا. تم تحديد المزيد من المحاكمات لعامي 2007 و 2008. تهدف التغييرات في القانون إلى دفع التوازن بين اللعب الدفاعي والهجومي لصالح اللعب الهجومي وتقليل فترات التوقف عن العقوبات والمخالفات.

### مكافحة المنشطات
تتوافق لعبة عالم الرجبي مع كود الوكالة العالمية لمكافحة المنشطات (WADA). يتضمَّن برنامج عالم الرجبي لمكافحة المنشطات اختبارًا على مستوى أقل من 19 عامًا وأقل من 21 عامًا، وسبعات وكبار 15 جانبًا. الاختبار عبارة عن مزيج من المنافسة داخل أحداث عالم الرجبي المنظمة، بالإضافة إلى الاختبار خارج المنافسة، والذي يمكن أن يحدث خلال فترة زمنية محددة مدتها ساعة واحدة يحددها اللاعب. في عام 2003، عام كأس العالم، أجرت النقابات الأعضاء في الرجبي حوالي 3000 اختبار. «حافظ على نظافة الرجبي» هي رسالة حملة يديرها تيم ريكيتس، مدير مكافحة المنشطات العالمي للرجبي. البرنامج مدعوم من قبل نجوم مثل بريان أودريسول.

## التصنيف العالمي
تنشر لعبة عالم الرجبي وتحافظ على التصنيف العالمي للرجبي لفرق اتحاد الرجبي الوطني للرجال (ومؤخرًا أيضًا للفرق النسائية ). تم إطلاق المفهوم في أكتوبر 2003، في بداية كأس العالم في ذلك العام في أستراليا. يتم حساب الترتيب باستخدام نظام تبادل النقاط، حيث تأخذ الدول النقاط من بعضها البعض بناءً على نتيجة المباراة. تم إجراء عدة سنوات من البحث في تطوير نظام التصنيف، باستخدام قاعدة بيانات واسعة للمباريات الدولية التي يعود تاريخها إلى عام 1871. يتم تقييم موثوقية النظام بعدد من الطرق الموضوعية، والتي تشمل تنبؤات القوة الحالية والاستجابة للتغيرات في الشكل. يأخذ النظام في الاعتبار ميزة المنزل، حيث يتم التعامل مع الوطن كما لو كان لديه ثلاث نقاط تصنيف إضافية، مما يعيقهم بشكل فعال، حيث سيحصلون على نقاط تصنيف أقل للفوز، ويخسرون المزيد في حالة خسارتهم. في حالة وجود نتيجة غريبة، يوجد حد أقصى لعدد الحركات في الترتيب يمكن لأي دولة أن تكسبها من مباراة واحدة.
إذا لم تلعب الأمة لعدد من السنوات، فإنها تعتبر نائمة، ويتم استبعادها من التصنيف العالمي، عند عودتها، والانتقاء من حيث تم استبعادها. إذا كانت الدولة ستندمج أو تنقسم، فسيتم توريث أعلى تصنيف لأي من التصنيفات. في الوقت الحالي، يتم وزن جميع المباريات الدولية التي يتم لعب مباريات دولية لها بشكل متساوٍ، سواء أقيمت ضمن مسابقة أم لا، أو تم لعبها كاختبارات ؛ الاستثناء الوحيد لهذه البطولة النهائية لكأس العالم.

## التكريم والجوائز
تم تقديم جوائز الرجبي العالمية في عام 2001، لتكريم الإنجازات البارزة في اتحاد الرجبي. قبل عام 2009، تم الإعلان عن جميع الجوائز في حفل سنوي ؛ وقد أقيم أحدث احتفال من هذا القبيل في لندن في 23 تشرين الثاني / نوفمبر 2008. ومع ذلك، استجابةً للركود الكبير، لم يشهد الحفل السنوي سوى تقديم جوائز أفضل لاعب وفريق ومدرب عالمي في عامي 2009 و 2010 ؛ تم تقديم جميع الجوائز الأخرى في أوقات مختلفة على مدار العام. أعاد الاتحاد الدولي للرجبي حفل نهاية عام واحد في عام 2011 بعد كأس العالم للرجبي 2011. منذ ذلك الحين، اختارت تقديم بعض الجوائز في بعض الأحيان ذات الصلة بتلك الجوائز المحددة - مثل جوائز سيفنز بعد بطولة لندن سيفنز، والحدث النهائي لسلسلة سيفنز وولد سيريس، وجائزة جونيور بلاير بعد نهائي بطولة العالم للناشئين. سيتم تقديم الجزء الأكبر من الجوائز في حفل توزيع الجوائز نهاية العام.

## وصلات خارجية
- World Rugby – الموقع الرسمي
- IRB The Laws of rugby union
- World Rugby Rankings

1. ↑  Ghana joined World Rugby as an associate member in 2004, and became a full member in 2017.[18]
2. ↑  Mauritania, previously an associate member since 2003, was suspended in November 2013 due to inactivity.[20]